# Contea autonoma tibetana di Tianzhu
La contea di Tianzhu Tibetan (天祝藏族自治县S, Tiānzhù Zàngzú ZìzhìxiànP) è una contea autonoma della Cina, situata nella provincia del Gansu.